# SRH Kurpfalzkrankenhaus Heidelberg
Das SRH Kurpfalzkrankenhaus Heidelberg ist ein Fachkrankenhaus für Innere Medizin und Neurologie im Stadtteil Wieblingen in Heidelberg, in dem etwa 3.000 Patienten im Jahr stationär behandelt werden. Die Einrichtung ist Akademisches Lehrkrankenhaus des Universitätsklinikums Heidelberg und beschäftigt rund 200 Mitarbeiter.
Durch eine interdisziplinäre Intensivstation und eine Dialyse-Abteilung können jederzeit auch kritisch kranke Patienten zum Beispiel mit Beatmung versorgt werden. Das Hämophiliezentrum der Klinik gehört zu den größten bundesweit für die Behandlung von Bluterkrankheiten. Zudem verfügt das SRH Kurpfalzkrankenhaus Heidelberg über eine Spezialeinheit für die neurologische Frührehabilitation der Phase B: Dort werden Patienten nach Schlaganfall und anderen Schädigungen des Nervensystems behandelt.
Das SRH Kurpfalzkrankenhaus Heidelberg gehört zu dem Verbund der SRH Gesundheit GmbH, der Unternehmensverbund steht im Eigentum der SRH Holding.

## Geschichte
Im Oktober 1972 wurde das SRH Kurpfalzkrankenhaus Heidelberg zunächst unter dem Namen Rehabilitationsklinik Heidelberg eröffnet. Erster ärztlicher Leiter war Klaus Schimpf. Zunächst wurden Patienten mit Querschnittslähmungen sowie allgemein-internistischen Erkrankungen behandelt und einer intensiven Rehabilitation unterzogen. Zusätzlich entstand ein Zentrum für die Diagnostik und Therapie von Patienten mit Blutgerinnungsstörungen, insbesondere der Bluterkrankheit (Hämophilie). Mitte der 1970er Jahre wurde eine Dialyse-Abteilung zunächst zur Behandlung von Umschülern des Berufsförderungswerkes eingerichtet. Die Klinik entwickelte sich rasch zu einem festen Bestandteil der Heidelberger Krankenhäuser für die allgemeininternistische Patientenversorgung weiter.
Unter dem Nachfolger Rainer Zimmermann wurden ab 1988 zunehmend Patienten mit Herz-Kreislauf-Erkrankungen, Erkrankungen des Magen-Darm-Systems sowie Dialyse-Patienten und Patienten nach Nierentransplantationen behandelt. Obwohl das Krankenhaus nach dem Namen des Trägers Stiftung Rehabilitation und später SRH-Gruppe benannt war, war es von Anfang an mit der Akutbehandlung von internistischen Patienten und Patienten mit Hirndurchblutungsstörungen als Akutkrankenhaus tätig und entsprechend im Krankenhausplan von Baden-Württemberg vorgesehen. Folgerichtig benannte sich die Klinik im Jahre 1996 im Rahmen einer Strukturreform der SRH-Gruppe in SRH Kurpfalzkrankenhaus um. Gleichzeitig wurde mit der Renovierung des Krankenhauses begonnen, zunächst das Nebengebäude und anschließend das Haupthaus um jeweils ein Geschoss aufgestockt.
Bereits seit Anfang der 1980er Jahre entwickelte sich die Versorgung von Patienten in der frühen Phase nach Schlaganfall als besonderer Schwerpunkt des Krankenhauses. Im Jahr 1999 wurde eine eigenständige Abteilung Neurologie mit 40 Betten eingerichtet und Ralph Winter zum Chefarzt berufen. Damit wurde nicht nur die Behandlung der Schlaganfall-Patienten interdisziplinär weiterentwickelt, sondern auch ein Schwerpunkt zur stationären Untersuchung und Behandlung von Patienten mit akuten neurologischen Krankheitsbildern aufgebaut.
Seit 2005 besteht eine enge Kooperation mit der Abteilung Kardiologie, Pneumologie und Angiologie der Medizinischen Klinik des Universitätsklinikums Heidelberg, deren Chefarzt Hugo A. Katus somit ebenfalls Chefarzt der kardiologischen Abteilung im Kurpfalzkrankenhaus wurde. Als sein ständiger Vertreter kam seither Philipp Ehlermann aus dem Uniklinikum in oberärztliche Tätigkeit zum Ärzteteam des Kurpfalzkrankenhauses hinzu, der die kardiologische Expertise weiter prägte und ausbaute.
Nachdem Zimmermann 2010 das Haus als Chefarzt verlassen hatte, wurde Ehlermann 2011 Chefarzt der internistischen Abteilung und Ärztlicher Direktor des Gesamthauses. Die folgenden Jahre standen im Fokus der Weiterentwicklung, insbesondere der Planung einer Intensivstation, welche im November 2014 unter ärztlicher Leitung von Oberarzt Manfred Nelles als interdisziplinäre internistisch-neurologische Intensivstation eröffnet wurde.
Im September 2014 verließ Winter das Kurpfalzkrankenhaus, als Nachfolger kam im Oktober 2014 Andreas Becker, zuvor Oberarzt in der neurologischen Abteilung des Universitätsklinikum Marburg, als neuer Chefarzt der neurologischen Abteilung ins Kurpfalzkrankenhaus. Unter Einbringung seiner langjährigen intensivmedizinischen Erfahrung wurde die Intensivstation weiter ausgebaut, so dass insbesondere die Beatmungskapazität weiter ausgebaut wurde und neben der Möglichkeit der Dialysebehandlung auch die Expertise für eine chronisch veno-venöse Hämodiafiltration zum therapeutischen Spektrum der Intensivstation hinzukam.